# Gare du Chambon-Feugerolles
La gare du Chambon-Feugerolles est une gare ferroviaire française de la ligne de Saint-Georges-d'Aurac à Saint-Étienne-Châteaucreux, située sur le territoire de la commune du Chambon-Feugerolles, dans le département de la Loire en région Auvergne-Rhône-Alpes. 
Au début des années 2010, c'est une halte ferroviaire de la Société nationale des chemins de fer français (SNCF) desservie par des trains TER Auvergne-Rhône-Alpes qui effectuent des missions entre Lyon et Firminy (ou Le Puy-en-Velay), via Saint-Étienne-Châteaucreux.

## Situation ferroviaire
Établie à 501 m d'altitude, la gare du Chambon-Feugerolles est située au point kilométrique (PK) 126,589 de la Ligne de Saint-Georges-d'Aurac à Saint-Étienne-Châteaucreux, entre les gares de Firminy et La Ricamarie.

## Histoire
En 2020, la gare a une fréquentation de 16 223 voyageurs.

## Service voyageurs

### Accueil
Gare SNCF, c'est un point d'arrêt non géré (PANG) à entrée libre avec deux quais et abris. Elle est équipée d'automates pour l'achat de titres de transport.

### Desserte
Le Chambon-Feugerolles est desservie par des trains TER Auvergne-Rhône-Alpes qui effectuent des missions entre Lyon et Firminy, via Saint-Étienne-Châteaucreux.

### Intermodalité
Un parc pour les vélos et un parking pour les véhicules y sont aménagés.
La ligne 30 du réseau STAS dessert la gare ainsi que les lignes M1 en journée et S1 en soirée à une centaine de mètres.